# Stanislaw Niewiadomski
Stanisław Karol Niewiadomski (nascut 4 de novembre de 1857 a Soposzyn - mort el 15 d'agost de 1936 a Lviv) va ser un compositor, director d'orquestra, educador musical i crític polonès.
Niewiadomski va tenir per primera vegada classes al Conservatori de la Societat De Música Gallega amb Karol Mikuli i Franciszek Samakovsky i va fer el seu debut el 1880 com a compositor amb la cantata Akt wiary en el 50è aniversari de la Revolta polonesa del 1830. De 1882 a 1885 va estudiar composició amb Franz Krenn i piano amb August Sturma a Viena.
Després del seu retorn a Lviv, va treballar com a educador musical, compositor i crític musical. Després va prendre lliçons a Leipzig amb Salomon Jadassohn. Es va convertir en director artístic de l'òpera i l'opereta al Teatre Skarbek de la ciutat i de 1887 a 1918 va treballar com a professor de teoria de la música, història de la música i cant coral al Conservatori de la Societat De Música Gallega, on entre els seus alumnes tingué a Bolesław Wallek-Walewski. Com a crític musical va escriure per a la "Gazeta Lvovska" i el "Dziennik Polski".
Durant les vacances d'estiu, solia viatjar a l'estranger. Va assistir a actuacions d'òpera a Múnic, Berlín, Dresden, Viena, París i Milà, va prendre classes amb Salomon Jadassohn a Leipzig i va estudiar el mètode de Francesco Lamperti de classes de cant a Itàlia. De 1885 a 1892 va ser director del club de cant "Lutnia-Macierz", i va ensenyar a l'escola de cant del club. El 1892 va ser responsable de la secció polonesa de l'Exposició Internacional de Música i Teatre de Viena, va dirigir les celebracions a Lemburg en el centenari de Frédéric Chopin i va estar a la junta de la primera reunió de música i societats poloneses el 1913. De 102 a 1914 va escriure ressenyes de música i columnes per a la revista "Saowo Polskie".
Niewiadomski va passar el temps de la Primera Guerra Mundial a Viena, on va ensenyar en una branca exiliada del Conservatori de Lviv fins al 1918 i, va fundar un cor de l'església mixta polonesa. Després del seu retorn, va dirigir l'òpera al Teatre Lviv de 1918 a 1919, on va realitzar un cicle d'òperes per celebrar el centenari de Stanislaw Moniuszko. També va ser editor de "Gazeta Muzyczna" de 1918 a 1921.
El 1919 va anar a Varsòvia i es va convertir en professor d'estètica musical, història de la música i instrumentologia al Conservatori. El 1924 va fundar la "Society for Music Authors and Critics", de la qual va ser membre de la junta durant diversos anys. Va estar a la Societat de Música de Varsòvia i el 1925 es va convertir en el primer director de la secció recentment fundada per a compositors contemporanis. El 1934 va ser un dels membres fundadors de l'Institut Fryderyk Chopin. També va continuar escrivint com a crític musical per a nombroses revistes com Rzeczpospolita, Warszawianka, Dzień Polski, Kurier Polski, Muzyka, Gazeta Poranna, Lwowskie Wiadomości Muzyczne i Literackie, Lviv Wiek Nowy, Poznań Music Review, Przemysl Orchestra i Katowice Singer. El 1931 va ser guardonat amb el Premi de Música de la Ciutat de Varsòvia.
Les obres de Niewiadomski inclouen dues simfonies, cinc obertures de concerts i un quartet de corda, així com més de 500 obres per a piano, cançons i peces corals.

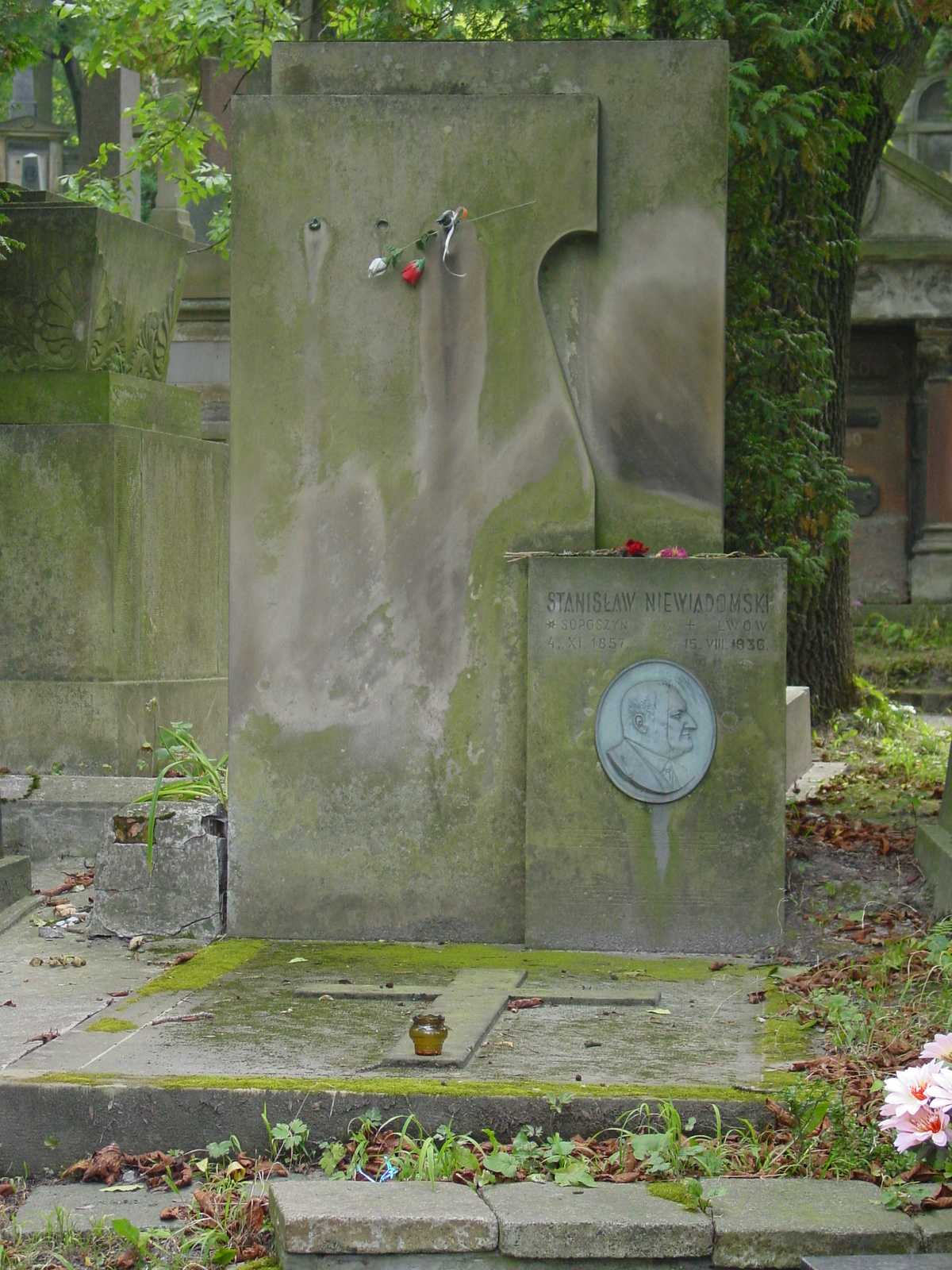
La tomba de Stanisław Niewiadomski al cementiri de Łyczakowski

Va morir al sanatori "Salus" de Lviv. Va ser enterrat a l'Avinguda del Mèrit del Cementiri Litxàkiv de Lviv.

## Comandes i condecoracions
- Creu d'Oficial de l'Orde de Restituta Polonesa (7 de novembre de 1925)[7][8]
- Cavaller de l'Orde de Francesc Josep (Àustria-Hongria, 1908)[9]/ Wiedeń 1918, s. 203 [dostęp 2018-09-16] [zarchiwizowane z adresu 2018-09-16] (niem.).</ref>
- Orde de l'Estrella Polar (Suècia, 1933)[8]